# Mârțești, Argeș
Mârțești este satul de reședință al comunei Săpata din județul Argeș, Muntenia, România.